# ヤマダフーズ

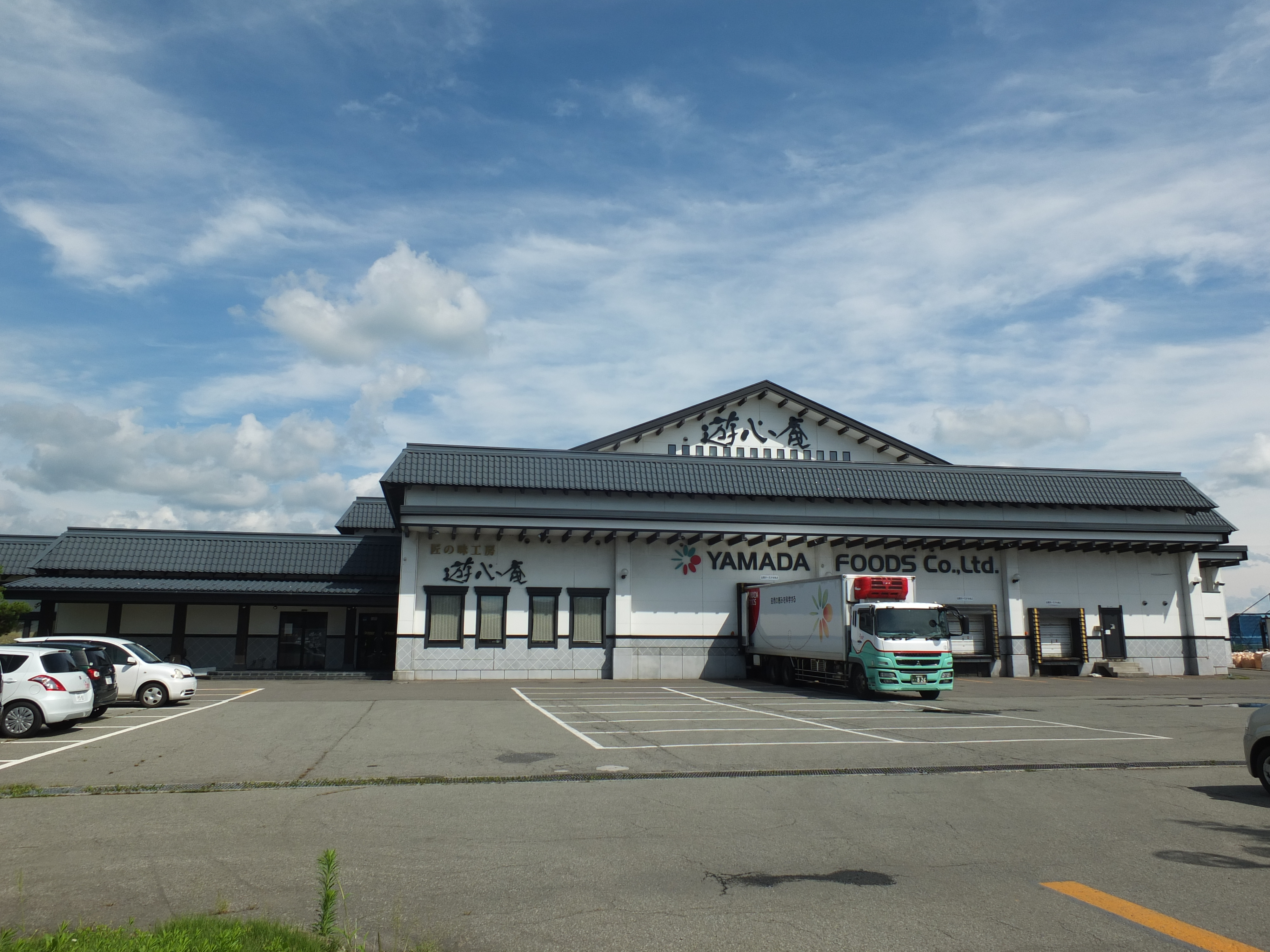
匠の味工房 遊心庵

株式会社ヤマダフーズは、秋田県仙北郡美郷町に本社を構える納豆メーカー。
マスコットキャラクターとして、かすりの着物を着た女の子「なっちゃん」がいる。

## 概要
おはよう納豆のブランド名で親しまれている。ひきわり納豆の製造技術があり、最近はこれまでのひきわり納豆（大豆1粒を6つ程度に割る）よりもさらに細かく（15程度に）挽き割った「超細か〜いきざみ納豆」を販売している。また、納豆業界でもいち早く自社開発菌の研究を行い、より品質にすぐれた商品開発を目指す。ナットウキナーゼ活性の高い納豆菌や、糸引きの弱い納豆菌、臭いを抑えた納豆菌などが商品化されている。
回転寿司や弁当の別添用として使われる業務用納豆では約7割のシェアをもつ。最近は、業務用納豆用に急速冷凍装置を新たに導入し、品質の更なる向上を目指している。
2004年には新工場の『匠の味工房遊心庵』（たくみのあじこうぼう ゆうしんあん）を竣工させ、遊心庵ブランドで豆乳・豆腐・湯葉などの製造も始めた。最盛期には売上高の12%を占める10億8400万円の年間売上を達成したが、豆乳・豆腐事業単体では一度も黒字化できず、原材料や経費のコスト上昇もあり、2022年9月で豆乳・豆腐の生産を停止することになった。生産設備は納豆加工製品の製造や他メーカー・生産者からの受託加工に転用する。

## 会社沿革
- 1954年（昭和29年）9月 - 仙北郡金沢町字元東根124番地にて山田清助により金沢納豆製造所として発足。
- 1968年（昭和43年）3月 - 法人に組織替えし、羽後食品工業株式会社に社名変更。
- 1971年（昭和46年）10月 - 現在地に第二工場を新築し、移転する。販売網を秋田県全域に拡大。
- 1974年（昭和49年）10月 - 山形・福島への進出を機に高速冷蔵庫を運行し、関東一円に販路拡大。
- 1975年（昭和50年）8月 - 三階建のプラント工場完成。
- 1976年（昭和51年）9月 - 東京都足立区鹿浜二丁目3番9号に東京営業所開設。
- 1979年（昭和54年）10月 - 仙台市宮城野区中野字神明115番8号に仙台営業所開設。
- 1980年（昭和55年）6月 - 秋田新工場完成。
- 1982年（昭和57年）6月 - 代表取締役社長に山田清繁就任。
- 1986年（昭和61年）6月 - CI導入により社名変更。株式会社ヤマダフーズとなる。
- 1992年（平成4年）4月 - 本社ビル完成。新工場増設。無人化合理化工場となる。
- 1996年（平成8年）6月 - 茨城県牛久市奥原町字塙代1753番地に茨城工場竣工。
- 2004年（平成16年）10月 - 秋田県平鹿郡平鹿町浅舞字中東144番地に匠の味工房遊心庵竣工。
- 2013年 (平成25年) - プロ野球・東北楽天ゴールデンイーグルスとコラボレーションし、東北・関東地方限定で「ねばり勝ち納豆」を販売。
- 2014年 (平成26年) 4月 - 代表取締役社長に山田伸祐就任。前任の山田清繁は代表取締役会長に就任。